# Jean Raynal
Pour les articles homonymes, voir Raynal.
Jean Raynal est un botaniste français né le 10 décembre 1933 à Rouen et mort le 12 octobre 1979 au Niger.

## Biographie
Jean Raynal est sous-directeur du Laboratoire de phanérogamie du Muséum national d'histoire naturelle et l'époux d'Aline Raynal-Roques.
Il meurt tragiquement dans un accident de voiture en mission au Niger le 12 octobre 1979.

## Archives
En 2003, sa veuve, Aline Raynal-Roques dépose sa correspondance scientifique aux archives des Conservatoire et Jardin botaniques de la ville de Genève.

## Hommage
Des botanistes lui ont dédié le nom de divers taxons, en propre ou conjointement avec son épouse  :
Noms dédiés à Jean Raynal
- Commicarpus raynalii Lebbrun & Meikle
- Lipocarpha raynaleana Govind
- Pandanus raynalii Huynh
- Phyllanthus raynalii Jean F.Brunel & Jacq.Roux
- Racemobambos raynalii Holttum
- Schoenoplectus raynalianus U.Scholz
- Sloanea raynaliana Tirel
- Tetraria raynaliana Larridon
- Utricularia raynalii P.Taylor

et probablement (manque de précision dans le protologue)
- Mapania raynaliana (sv) D.A.Simpson
- Nemum raynalii S.S.Hooper ex Larridon & Goetgh.
- Scirpus raynalii Schuyler
- Helichrysum raynalianum Quézel (protologue à rechercher)

Noms dédiés conjointement à Jean Raynal et Aline Raynal-Roques
- Begonia raynalii R.Wilczek
- Dryopteris raynalii Tardieu
- Eragrostis raynaliana J.P.Lebrun
- Eriosema raynaliorum Jacq.-Fél.
- Ledermanniella raynaliorum C.Cusset
- Sericanthe raynaliorum (sv) N.Hallé
- Neorosea raynaliorum N.Hallé
- Psychotria raynaliorum O.Lachenaud
- Selaginella raynaliana Tardieu